# Gynatrezja
Gynatrezja (grec. gynatresia) – zarośniecie światła w narządach płciowych. Zamknięcie może dotyczyć szpary sromowej, błony dziewiczej, pochwy, macicy.
Przyczyny:
- wrodzone
- nabyte – stany zapalne

Rozpoznanie najczęściej w okresie dojrzewania płciowego (co 4 tygodnie bóle w dolnej części brzucha podobne do kolkowych bez wydalania krwi miesiączkowej). 
Leczenie operacyjne.